# Lintao
Lintao léase Lin-Táo (en chino:临洮县, pinyin: Líntáo Xiàn)  es un condado bajo la administración directa de la ciudad-prefectura de Dingxi en la provincia de Gansu, República Popular China. Su área total es de 2851 kilómetros cuadrados, con una población censada en noviembre de 2010 de 507 386 habitantes.
Situada en el sur de la provincia, es bañada por el río Tao, uno de los principales afluentes del río Amarillo.

## Administración
El condado de Lintao divide en 18 pueblos que se administran en 12 poblados y 6 villas.

## Historia
Hasta el siglo XX, Lintao era conocido como Didao (狄道). La batalla de Didao (狄道之战) que enfrentó a Shu y Wei se libró en esta área en el año 255, durante el periodo de los Tres Reinos.
En el siglo VIII, un poeta anónimo de la dinastía Tang ubica al general Geshu Han (哥舒翰) y al ejército chino en Lintao, luchando contra los tibetanos. El poeta Li Bai hace referencia a Lintao en su poema, "Baladas de las cuatro estaciones: invierno".
Ubicada en un importante cruce del río Tao, la ciudad de Didao fue un importante centro comercial durante la dinastía Song del Norte (ca. siglos XI y XII), cuando se bloqueó la ruta más al norte de la Ruta de la seda por el Imperio tangut. Se sabe que aquí se instalaron cientos de comerciantes extranjeros en ese momento, algunos de los cuales pueden haber sido los antepasados de los hui de Gansu de hoy en día.

## Geografía
El condado de Longxi está ubicado entre el borde de la meseta de Loes en el noroeste y la zona montañosa de las montañas Qilian, la elevación va de 1732 a 3670 metros. El condado tiene aproximadamente 48 kilómetros de ancho de este a oeste y unos 90 kilómetros de largo de norte a sur.

## Recursos
A partir de 2013 en el condado se  han encontrado 34 áreas productoras de recursos minerales, que pertenecen a 12 minerales principales en 2 categorías. Entre ellos , 4 tipos de minerales metálicos , principalmente de cobre, hierro, tungsteno y depósitos de oro, 12 lugares de producción, 8 tipos de minerales no metálicos, principalmente dolomita , jade, calcita , granito, piedra caliza, fluorita, talco y arena de cuarzo.